# Armando Oliver
Armando Oliver – wenezuelski zapaśnik w stylu klasycznym. Srebrny medalista mistrzostw panamerykańskich w 2005 roku.